# Autistic Self Advocacy Network
Das Autistic Self Advocacy Network (kurz ASAN) ist eine US-amerikanische Non-Profit-Organisation und Interessengruppe für Menschen mit einer Autismusspektrumstörung. Die Organisation gilt als eine der weltweit am besten vernetzten und einflussreichsten Selbstvertretungsorganisationen von betroffenen Menschen.
Sie setzt sich für die Beteiligung betroffener Personen an Entscheidungen ein, die für sie relevant sind, einschließlich der Gesetzgebung, der Darstellung in Medien und der Dienstleistungen für betroffene Personen. Die Organisation hat ihren Sitz in Washington, D.C., wo sie sich dafür einsetzt, dass die Regierung der Vereinigten Staaten Gesetze und politische Maßnahmen verabschiedet, die sich positiv auf autistische Menschen auswirken sollen.

## Geschichte
Das Autistic Self Advocacy Network wurde im Jahre 2006 als Reaktion auf die mangelnde Vertretung autistischer Stimmen im nationalen Dialog über Autismus gegründet. Bis 2011 waren bei ASAN nur Ehrenamtliche tätig, bis die Organisation den 501(c)(3)-Status der Vereinigten Staaten erlangte und damit auch die ersten nicht-ehrenamtlichen Mitarbeiter einsetzen konnte.

## Aktivitäten

### Wissenschaftliche Aktivitäten
ASAN positioniert sich gegen wissenschaftliche Bestrebungen zum Finden eines Medikamentes oder einer sonstigen Art der Heilung von Autismusspektrumstörung. Laut der Organisation sei es sinnvoller, Ressourcen in die Hilfe von autistischen Menschen im Alltagsleben zu investieren.
ASAN äußerte sich kritisch zu der alternativmedizinischen Aussage, die Autismusspektrumstörung sei eine Folge von Stoffen, die in Impfungen enthalten sind. Sie appellierte an die wissenschaftliche Tatsache, dass diese Erkrankung schon immer in diesem Niveau in der Bevölkerung existiere.

### Proteste
Die Interessengruppe erlangte im Dezember 2007 Bekanntheit, nachdem eine erfolgreiche Protestkampagne in Form von Briefen zur Entfernung der Ransom Notes-Plakate (deutsch: Lösegeld-Plakate) in New York City geführt hatte, auf denen Autismus und andere physische Erkrankungen mit einem Entführer verglichen wurde, der Kinder aus der Gesellschaft entführt. ASAN war daran maßgeblich beteiligt.

## Veröffentlichungen (Auswahl)
- Elesia Ashkenazy, Melody Latimer: Navigating College: A Handbook on Self Advocacy Written for Autistic Students from Autistic Adults.
- Julia Bascom: Loud Hands: Autistic People, Speaking
- Autistic Self Advocacy Network: A guide for parents of autistic kids